# عمر وسلوى (فلم)
عمر وسلوى هو فيلم مصري من إنتاج عام 2014.

## قصة الفيلم
تدور أحداث الفيلم في إطار كوميدي حول قصة حب تنشأ بين الشاب عمر والفتاة سلوى التي تحاول تحقيق حلمها الوحيد بأن تصبح راقصة استعراضية؛ ولكن عمر يرفض تلك الفكرة، ويحاول جاهدا إبعدها عنها ولكنها تتمكن من العمل بأحد الملاهي الليلية؛ فتبدأ المشاكل في الظهور بينهما وتتوالى الأحداث.

## طاقم التمثيل
- كريم محمود عبد العزيز (عمر)
- بوسي (سلوى)
- سعد الصغير
- محمود الليثي (الليثى)
- صافيناز
- يوسف عيد
- علاء مرسي
- بدرية طلبة
- ماهر عصام
- شيما الحاج

## فريق العمل
- إخراج: تامر بسيوني
- تأليف: سيد السبكي
- إنتاج: محمد أحمد السبكي
- توزيع: الشركة العربية للإنتاج والتوزيع السينمائي
- مونتاج: محمد عباس
- موسيقى تصويرية: شريف الوسيمي، شادي محسن
- مدير التصوير: أحمد عبد القادر

## وصلات خارجية
- مقالات تستعمل روابط فنية بلا صلة مع ويكي بيانات
- صفحة الفيلم في قاعدة بيانات الأفلام العربية